# بهلكام
بهلكام أو بهلجام أو بهلغام (بالأردية: پہلگام) هي مدينة سياحية في جامو وكشمير، وهي مقصد سياحي شهير، تجذب مروجها الخضراء ومياهها النقية آلاف السياح من جميع أنحاء العالم كل عام. تقع على بعد 45 كيلومتر (28 ميل) من أنانتناج على ضفاف نهر ليدر على ارتفاع 7,200 قدم (2,200 م).

## المناخ
| البيانات المناخية لـبهلكام (1981–2010، القصوى 1978–2012) | البيانات المناخية لـبهلكام (1981–2010، القصوى 1978–2012) | البيانات المناخية لـبهلكام (1981–2010، القصوى 1978–2012) | البيانات المناخية لـبهلكام (1981–2010، القصوى 1978–2012) | البيانات المناخية لـبهلكام (1981–2010، القصوى 1978–2012) | البيانات المناخية لـبهلكام (1981–2010، القصوى 1978–2012) | البيانات المناخية لـبهلكام (1981–2010، القصوى 1978–2012) | البيانات المناخية لـبهلكام (1981–2010، القصوى 1978–2012) | البيانات المناخية لـبهلكام (1981–2010، القصوى 1978–2012) | البيانات المناخية لـبهلكام (1981–2010، القصوى 1978–2012) | البيانات المناخية لـبهلكام (1981–2010، القصوى 1978–2012) | البيانات المناخية لـبهلكام (1981–2010، القصوى 1978–2012) | البيانات المناخية لـبهلكام (1981–2010، القصوى 1978–2012) | البيانات المناخية لـبهلكام (1981–2010، القصوى 1978–2012) |
| الشهر                                                    | يناير                                                    | فبراير                                                   | مارس                                                     | أبريل                                                    | مايو                                                     | يونيو                                                    | يوليو                                                    | أغسطس                                                    | سبتمبر                                                   | أكتوبر                                                   | نوفمبر                                                   | ديسمبر                                                   | المعدل السنوي                                            |
| -------------------------------------------------------- | -------------------------------------------------------- | -------------------------------------------------------- | -------------------------------------------------------- | -------------------------------------------------------- | -------------------------------------------------------- | -------------------------------------------------------- | -------------------------------------------------------- | -------------------------------------------------------- | -------------------------------------------------------- | -------------------------------------------------------- | -------------------------------------------------------- | -------------------------------------------------------- | -------------------------------------------------------- |
| الدرجة القصوى °م (°ف)                                    | 13.2 (55.8)                                              | 17.0 (62.6)                                              | 23.5 (74.3)                                              | 27.4 (81.3)                                              | 30.8 (87.4)                                              | 32.0 (89.6)                                              | 31.5 (88.7)                                              | 32.2 (90.0)                                              | 30.0 (86.0)                                              | 27.7 (81.9)                                              | 23.0 (73.4)                                              | 15.6 (60.1)                                              | 32.2 (90.0)                                              |
| متوسط درجة الحرارة الكبرى °م (°ف)                        | 4.4 (39.9)                                               | 6.6 (43.9)                                               | 11.7 (53.1)                                              | 17.4 (63.3)                                              | 21.0 (69.8)                                              | 24.4 (75.9)                                              | 25.3 (77.5)                                              | 25.5 (77.9)                                              | 23.8 (74.8)                                              | 19.4 (66.9)                                              | 12.9 (55.2)                                              | 7.2 (45.0)                                               | 16.6 (61.9)                                              |
| متوسط درجة الحرارة الصغرى °م (°ف)                        | −6.9 (19.6)                                              | −4.8 (23.4)                                              | −0.6 (30.9)                                              | 3.1 (37.6)                                               | 5.6 (42.1)                                               | 8.5 (47.3)                                               | 12.4 (54.3)                                              | 12.6 (54.7)                                              | 8.3 (46.9)                                               | 2.3 (36.1)                                               | −1.6 (29.1)                                              | −4.1 (24.6)                                              | 2.9 (37.2)                                               |
| أدنى درجة حرارة °م (°ف)                                  | −18.6 (−1.5)                                             | −17.3 (0.9)                                              | −11.6 (11.1)                                             | −4.2 (24.4)                                              | −1.0 (30.2)                                              | 1.5 (34.7)                                               | 5.0 (41.0)                                               | 4.0 (39.2)                                               | 0.6 (33.1)                                               | −5.1 (22.8)                                              | −10.6 (12.9)                                             | −15.7 (3.7)                                              | −18.6 (−1.5)                                             |
| معدل هطول الأمطار مم (إنش)                               | 120.3 (4.74)                                             | 139.2 (5.48)                                             | 198.0 (7.80)                                             | 141.6 (5.57)                                             | 129.9 (5.11)                                             | 88.0 (3.46)                                              | 109.1 (4.30)                                             | 109.8 (4.32)                                             | 81.4 (3.20)                                              | 46.2 (1.82)                                              | 42.9 (1.69)                                              | 75.1 (2.96)                                              | 1٬281٫5 (50.45)                                          |
| متوسط الأيام الممطرة                                     | 7.9                                                      | 8.9                                                      | 10.9                                                     | 9.9                                                      | 9.9                                                      | 8.5                                                      | 9.0                                                      | 9.0                                                      | 6.5                                                      | 3.7                                                      | 2.9                                                      | 4.9                                                      | 91.9                                                     |
| متوسط الرطوبة النسبية (%) (at {{{time day}}})            | 82                                                       | 77                                                       | 68                                                       | 60                                                       | 57                                                       | 57                                                       | 65                                                       | 67                                                       | 62                                                       | 59                                                       | 67                                                       | 75                                                       | 66                                                       |
| المصدر: دائرة الأرصاد الجوية (الهند)                     |                                                          |                                                          |                                                          |                                                          |                                                          |                                                          |                                                          |                                                          |                                                          |                                                          |                                                          |                                                          |                                                          |

## التركيبة السكانية
| الدين في باهالجام | الدين في باهالجام | الدين في باهالجام | الدين في باهالجام | الدين في باهالجام |
| ----------------- | ----------------- | ----------------- | ----------------- | ----------------- |
|                   |                   |                   |                   |                   |
| مسلمون            | مسلمون            |                   | 80.09%            | 80.09%            |
| هندوس             | هندوس             |                   | 17.64%            | 17.64%            |
| سيخ               | سيخ               |                   | 1.38%             | 1.38%             |
| مسيحيون           | مسيحيون           |                   | 0.41%             | 0.41%             |
| آخرون             | آخرون             |                   | 0.48%             | 0.48%             |

حسب إحصاء 2011، فإن عدد سكان المدينة 5922 نسبة. بسنبة 56% للذكور 44% للإناث. ويبلغ نسبة المسلمين إلى 80% ثم الهندوس 17.6% ثم السيخ 1.3%.